# Jardim Nacional Kokyo Gaien

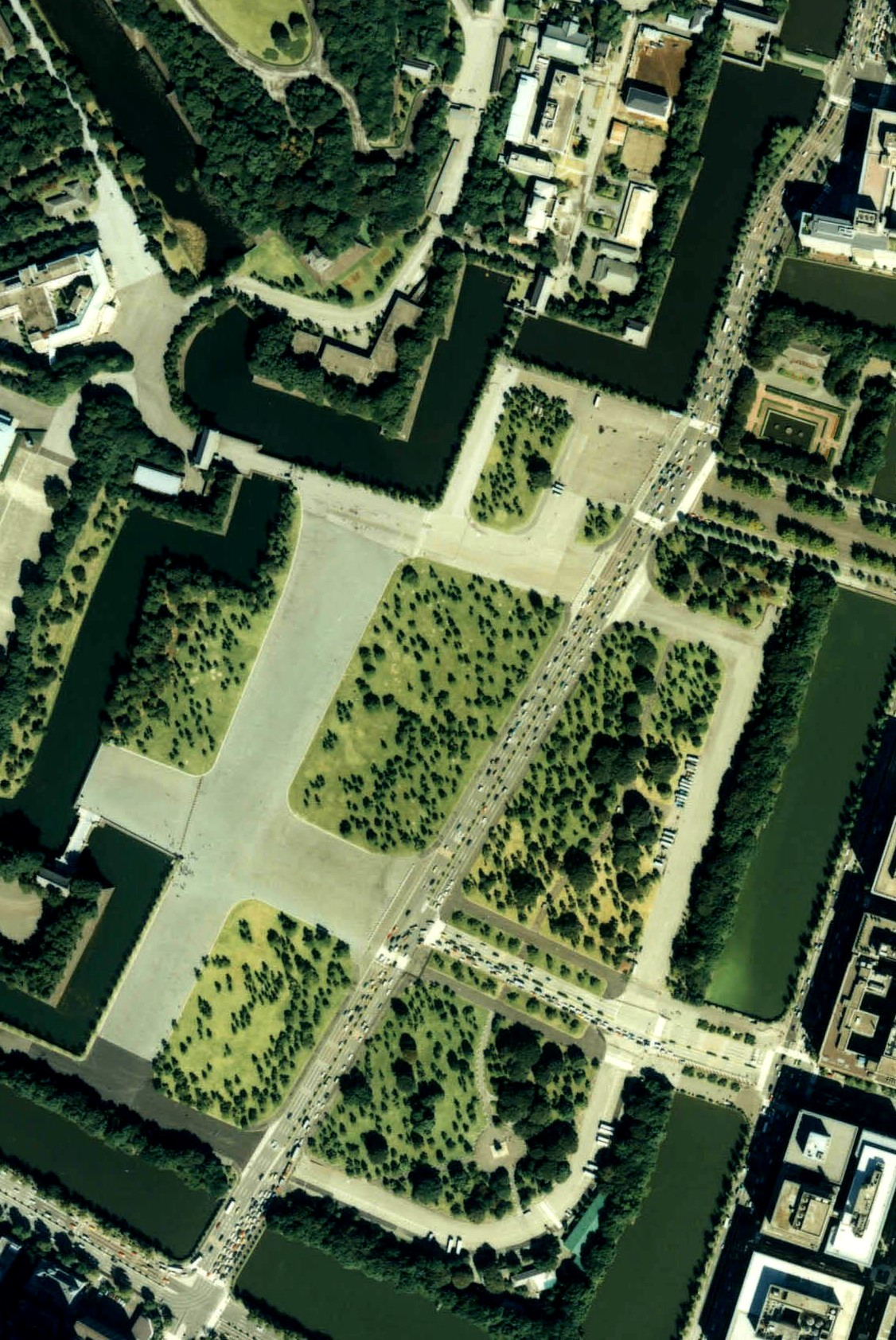
Vista aérea do jardim, 1989

O Jardim Nacional Kokyo Gaien (ou Kōkyogaien 皇居外苑, literalmente 'Jardim Externo do Palácio Imperial') está localizado em Chiyoda, Tóquio, ao sul do Palácio Imperial de Tóquio.

## Área

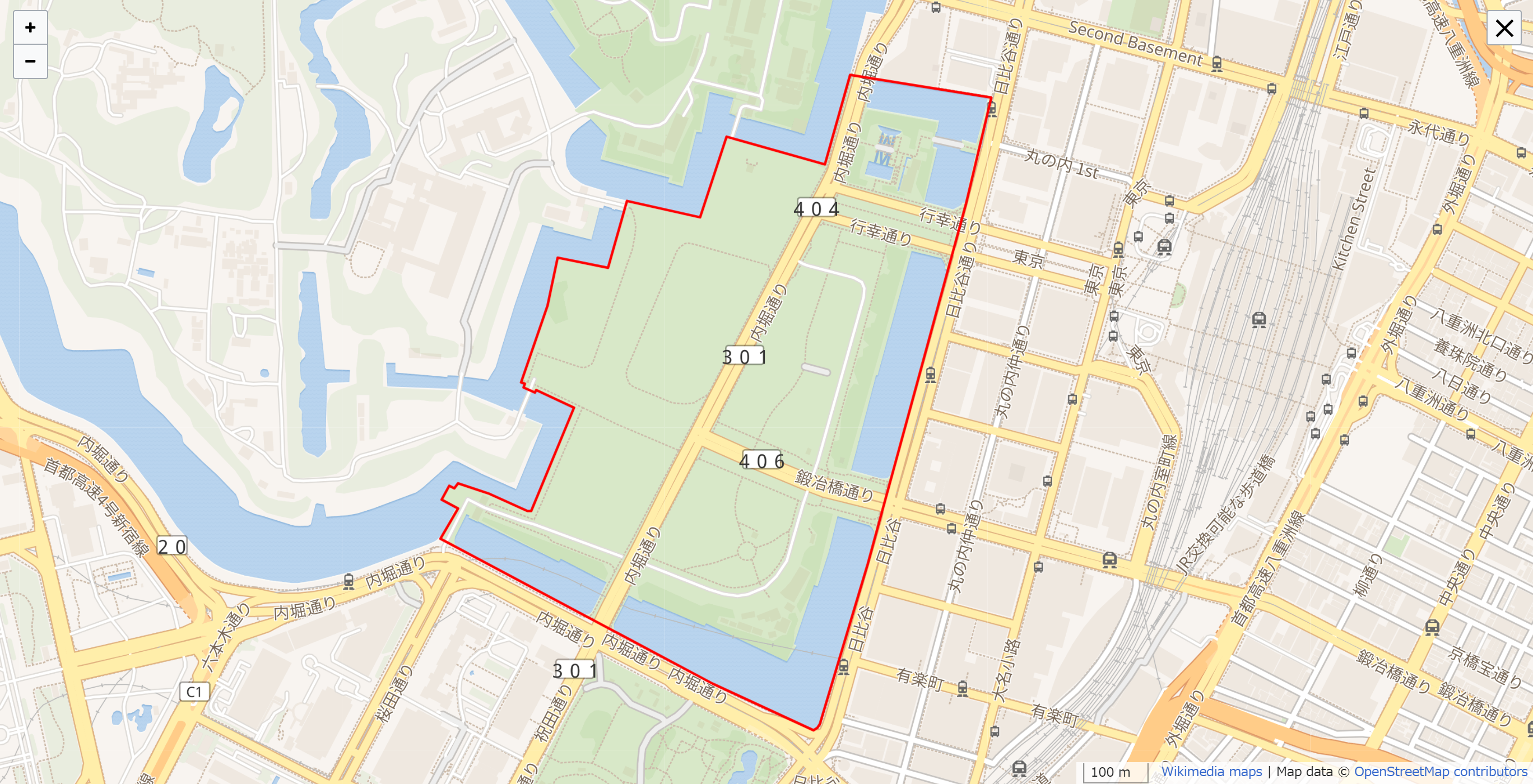
Mapa mostrando a área do jardim

O Jardim Nacional Kokyo Gaien possui uma área de aproximadamente 450.000 m2.

## Visão geral
Embora não tenha equipamentos de playground, é frequentemente usado como um lugar para relaxar e aproveitar a história do Castelo Edo e caminhar pela praça. Há vigilância da Polícia do Palácio Imperial e do Departamento de Polícia Metropolitana de Tóquio, pois é adjacente ao Palácio Imperial.

## Instalações e atrações
- Praça em frente ao Palácio Imperial – Um espaço aberto muito grande, apesar de estar no centro da cidade
- Seimon Tetsubashi – A ponte já teve uma estrutura de dois níveis
- Portão Sakurada – É designado como Bem Cultural Importante
- Portão Sakashita – Atualmente usado como um portão para a Agência da Casa Imperial
- Portão Kikyo – A sede da Polícia Imperial está localizada dentro do portão
- Estátua de Kusunoki Masashige
- Parque da Fonte Wadakura – Foi inaugurado em 1961 para comemorar o casamento do imperador Akihito

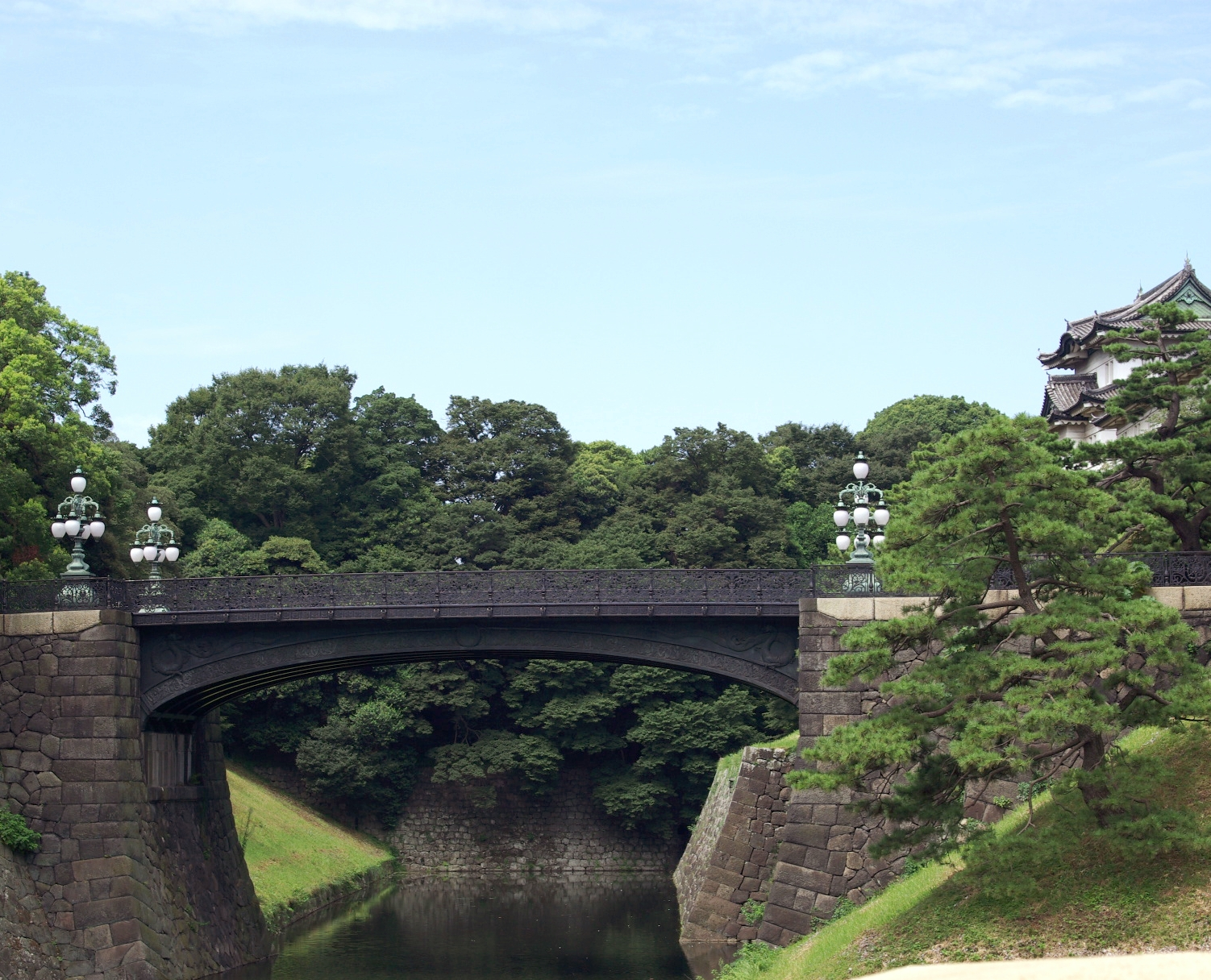
Seimon Tetsubashi
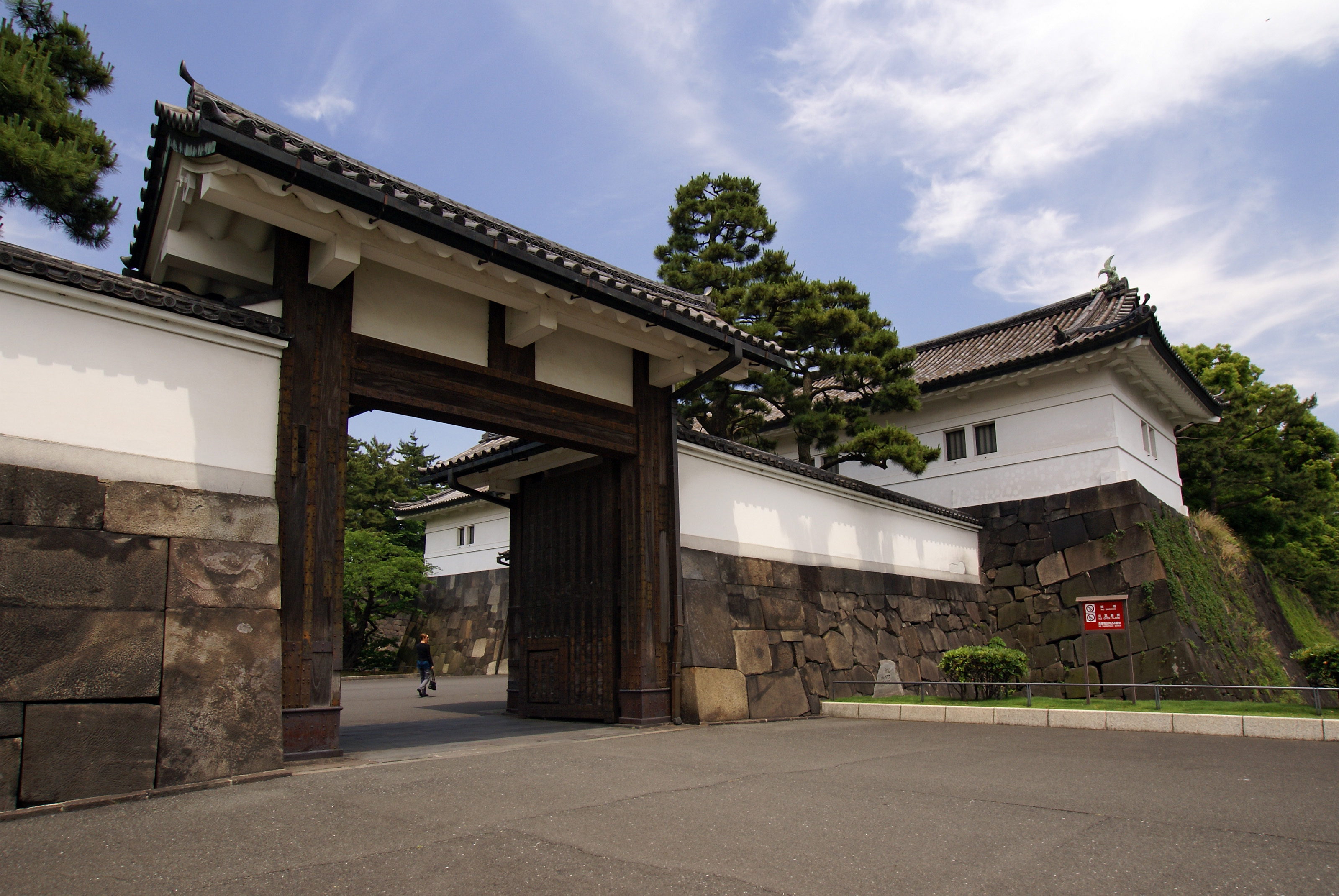
Portão Sakurada
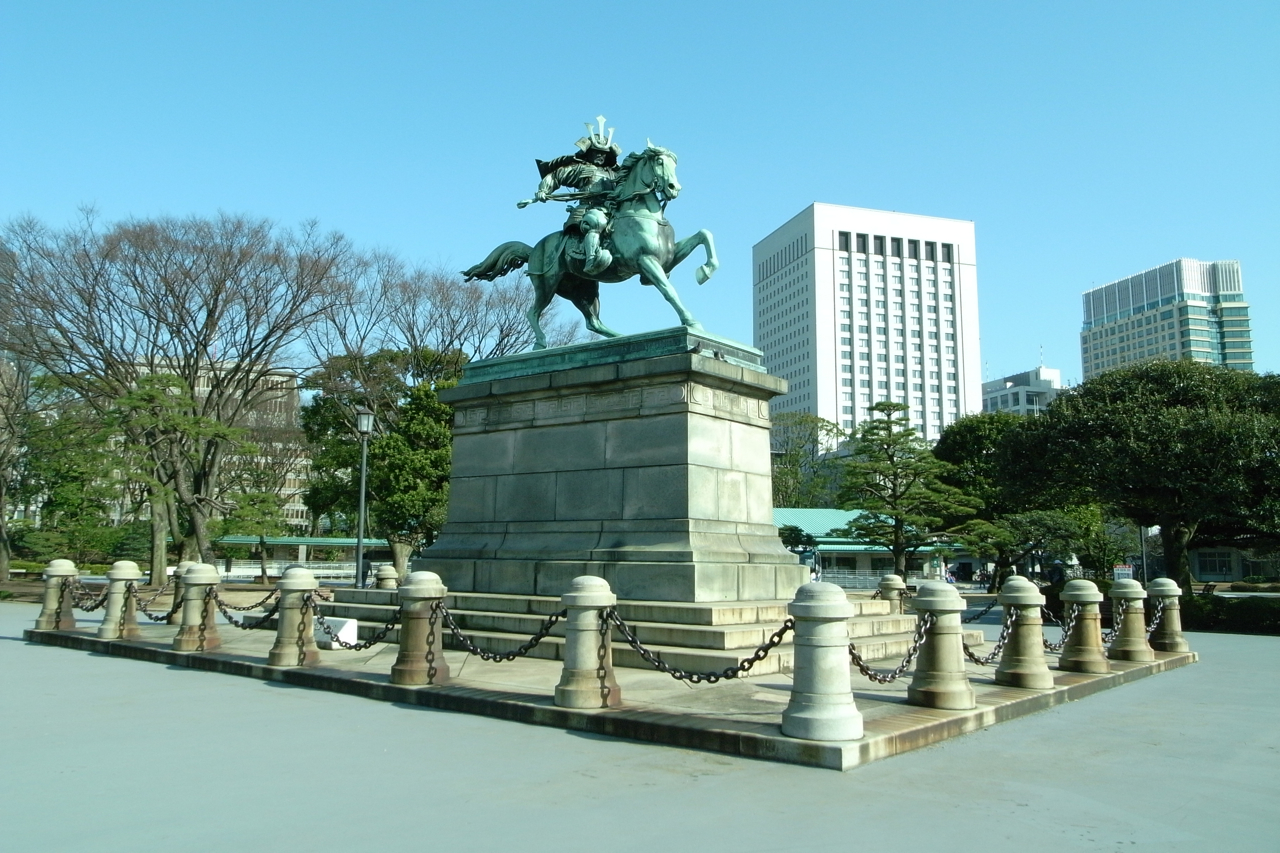
Estátua de Kusunoki Masashige
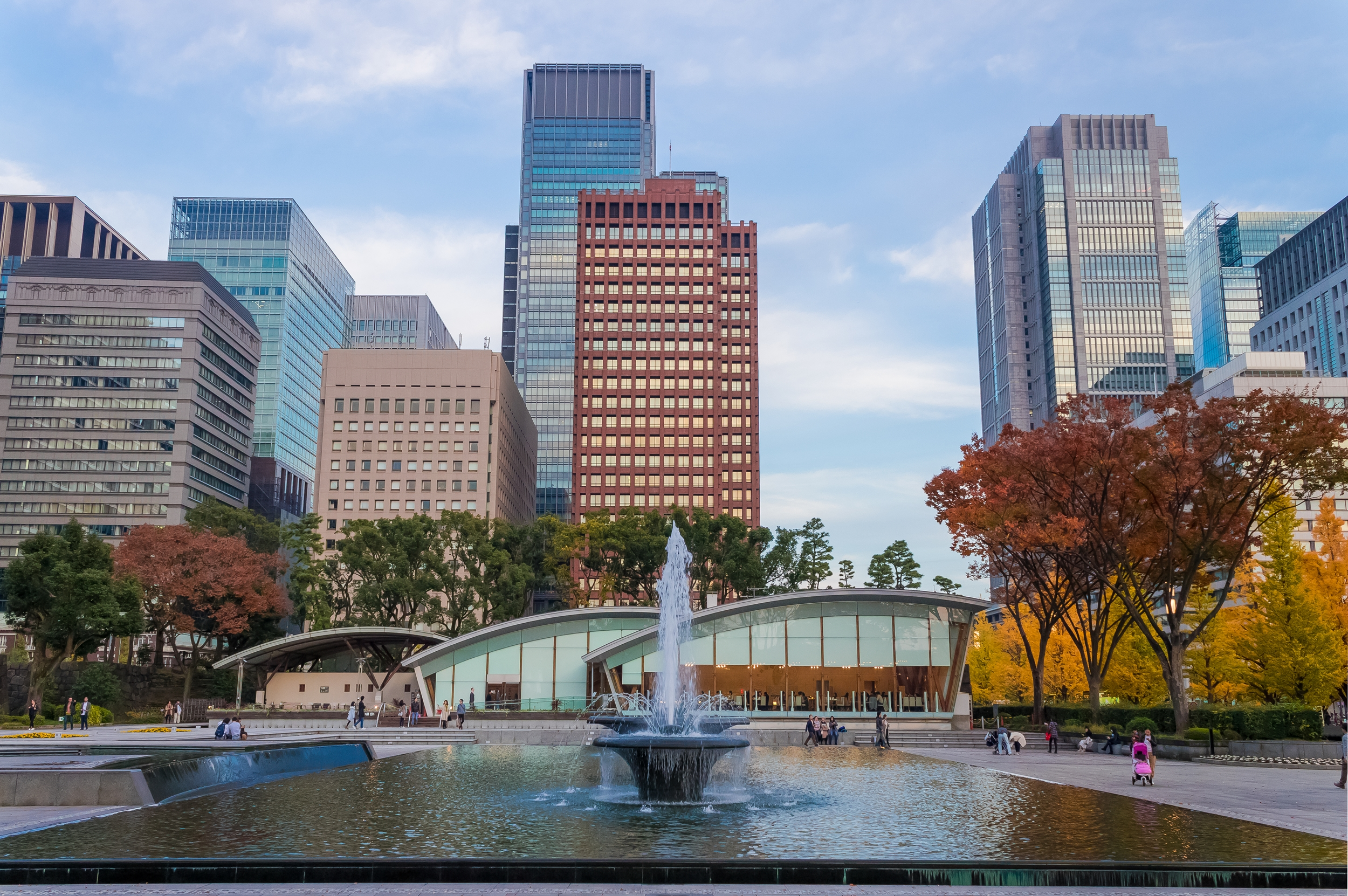
Parque da Fonte Wadakura
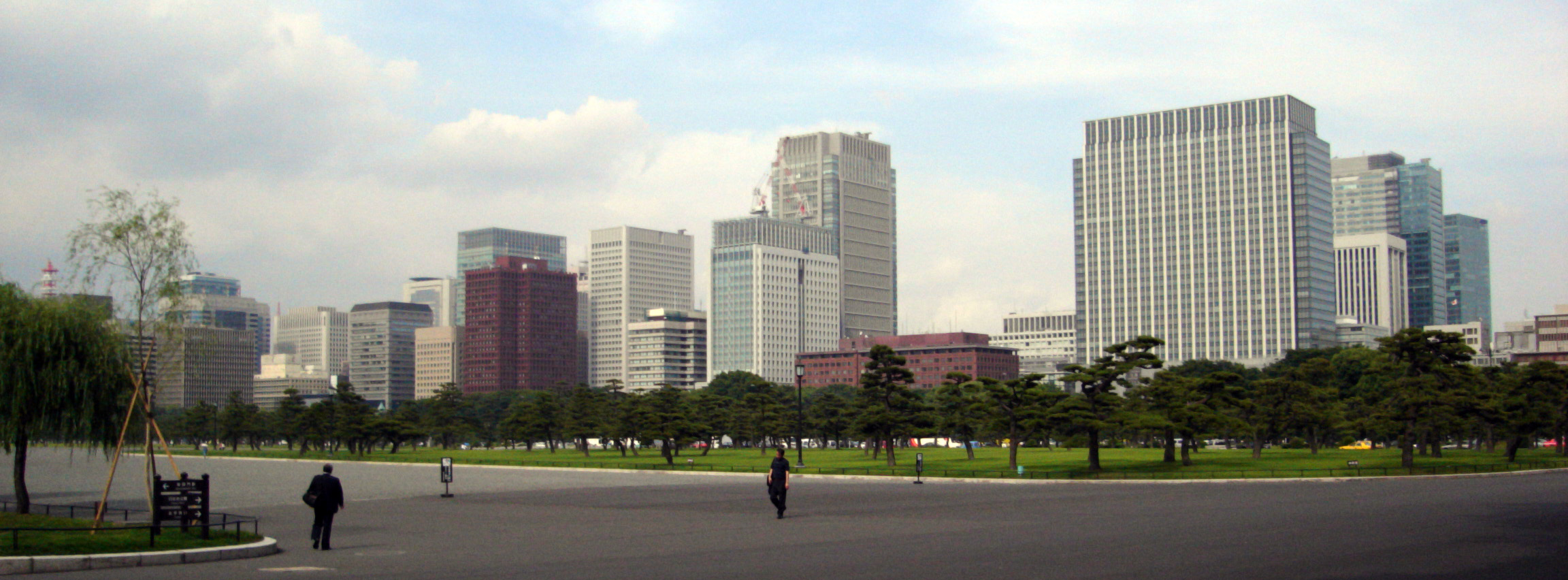
Distrito de escritórios de Marunouchi visto da Praça do Palácio Imperial